# 徐道寧
徐道寧（1923年3月16日—2021年8月3日）是南京出生的中華民國女性數學家。

## 生平
父親為中華民國水利工程學家徐世大，畢業於北平師範學院數學系，是中華民國首位數學女博士，也是國立清華大學第一位女教授。曾任教於蘭陽女中、師大附中、北一女中，之後攻讀德國哥廷根大學理學博士，1962年返國後協助籌辦清華數學研究所後就專任於清華，直至1974年退休。2015年協助中華民國科技部拍攝自傳類的紀錄片《科技與性別－數學女鬥士徐道寧》，介紹其生平與成長歷程，畢生投注科技與人格教育，也曾致力鼓吹女學生積極報考大學，對台灣數學教育，有重大影響力。2021年8月3日在台灣過世，享年98歲。